# Droga wojewódzka 754
Die Droga wojewódzka 754 (DW 754) ist eine 58 Kilometer lange Droga wojewódzka (Woiwodschaftsstraße) in der polnischen Woiwodschaft Heiligkreuz und der Woiwodschaft Masowien, die Ostrowiec Świętokrzyski mit Gołębiów verbindet. Die Strecke liegt im Powiat Ostrowiecki, im Powiat Opatowski und im Powiat Lipski.

## Streckenverlauf
Woiwodschaft Heiligkreuz, Powiat Ostrowiecki
-  Ostrowiec Świętokrzyski (DK 9, DW 751, DW 755)
- Maksymilianów
- Rudka Bałtowska
- Bałtów
- Skarbka
- Pętkowice
- Okół

Woiwodschaft Heiligkreuz, Powiat Opatowski
-  Czekarzewice Drugie (DK 74)
- Czekarzewice Pierwsze

Woiwodschaft Masowien, Powiat Lipski
- Zemborzyn Pierwszy
- Pawłowice
- Sadkowice
-  Raj (DW 900)
-  Solec nad Wisłą (DW 747)
-  Kłudzie (DW 817)
- Boiska
- Wola Solecka Pierwsza
- Wola Solecka Druga
- Katarzynów
-  Gołębiów (DK 79)